# Gymnospermium maloi
Gymnospermium maloi är en berberisväxtart som beskrevs av Kit Tan och Shuka. Gymnospermium maloi ingår i släktet Gymnospermium och familjen berberisväxter. Inga underarter finns listade i Catalogue of Life.